# Inalpi Arena
L’Inalpi Arena, aussi connu sous les dénominations Palasport Olimpico, PalaOlimpico et Pala Isozaki, est un palais omnisports situé à Turin, dans le Piémont, en Italie.

## Événements
- Hockey sur glace aux Jeux olympiques de 2006
- Universiade d'hiver 2007
- Championnats d'Europe de gymnastique rythmique 2008
- Movement Torino Music Festival
- Phase finale de l'EuroCoupe de basket-ball 2008-2009
- Concert de Madonna, Rebel Heart Tour, les 19, 21 et 22 novembre 2015
- Concert de Rihanna, Anti World Tour, 11 juillet 2016
- ATP Finals de tennis, 2021-2025
- 66e Concours Eurovision de la chanson, les 10, 12 et 14 mai 2022

## Galerie

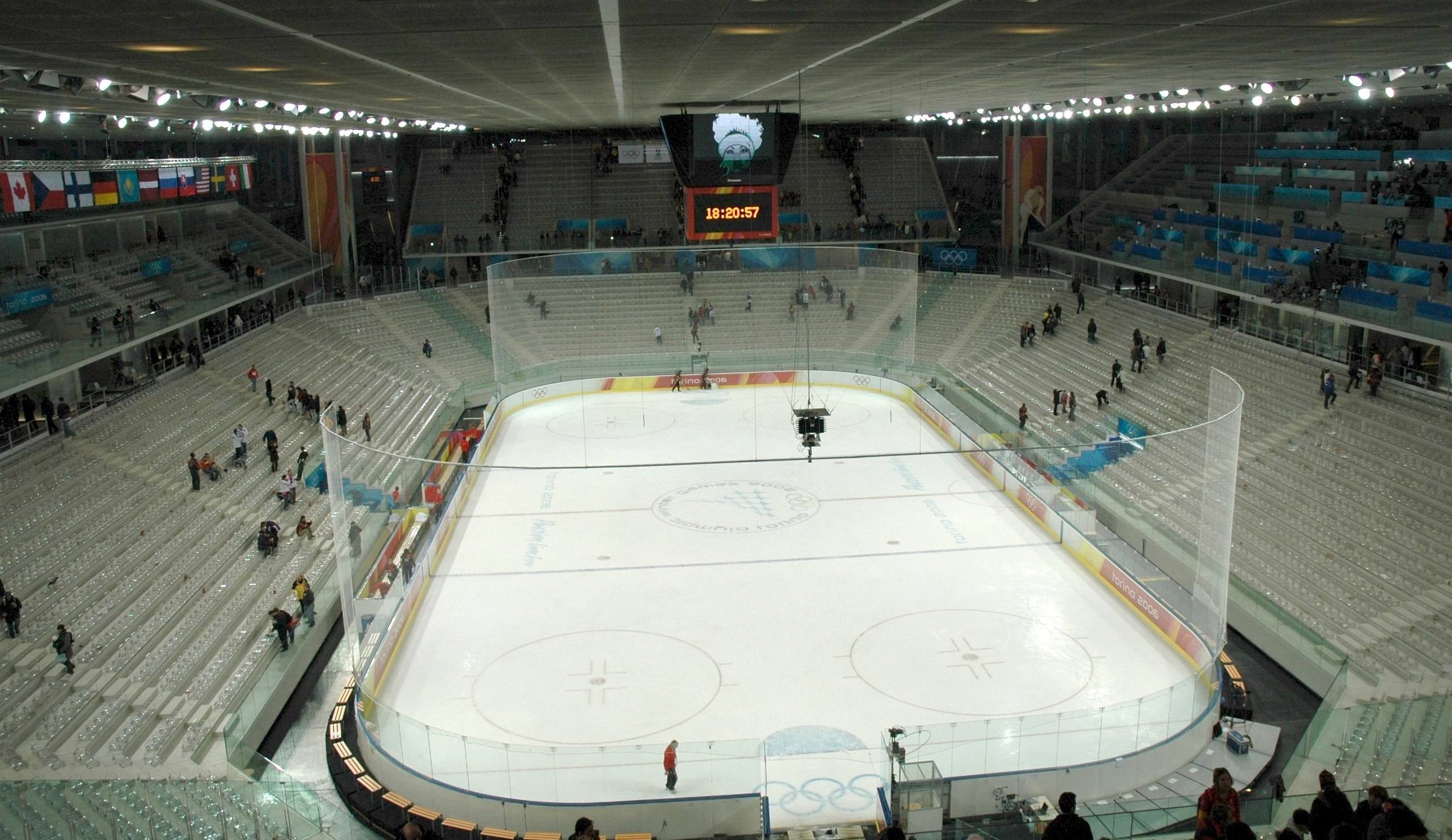
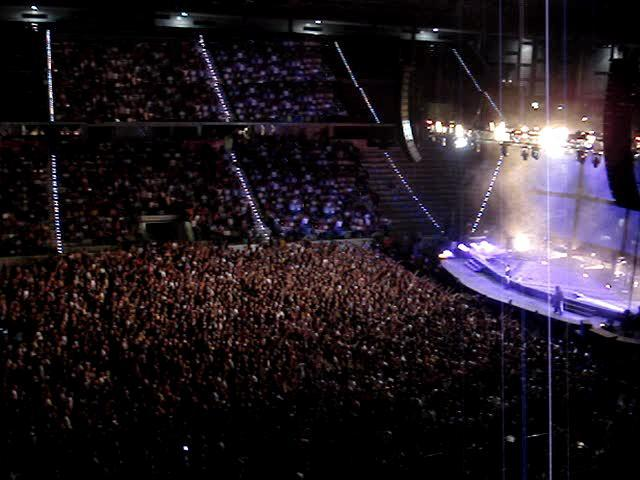